# Frère d'âme
Cet article possède un paronyme, voir Frères d'armes.
Frère d'âme est un roman de David Diop paru le 16 août 2018 aux éditions du Seuil et ayant reçu le prix Goncourt des lycéens la même année.

## Historique

### Prix et distinctions
Frère d'âme est retenu dans toutes les principales listes finales des prix littéraires 2018 (Goncourt, Médicis, Femina, Renaudot). Le 15 novembre 2018, le roman reçoit finalement le prix Goncourt des lycéens au deuxième tour de scrutin par cinq voix face à Le Malheur du bas d'Inès Bayard et La Vraie Vie d'Adeline Dieudonné.
La traduction en anglais de la poétesse américaine Anna Moschovakis, sous le titre At Night All Blood Is Black (soit « La Nuit tous les sangs sont noirs » en français) permet à l'auteur d'être le premier Français à remporter en 2021 le prix international Man-Booker au Royaume-Uni.

## Résumé
Alfa Ndiaye, tirailleur sénégalais, raconte son vécu de la guerre, où il a perdu son meilleur ami, Mademba Diop.
Un matin de la Grande Guerre, le capitaine Armand siffle l'attaque contre l'ennemi allemand. Les soldats s'élancent. Dans leurs rangs, Alfa Ndiaye et Mademba Diop, deux tirailleurs sénégalais parmi tous ceux qui se battent alors sous le drapeau français. Quelques mètres après avoir jailli de la tranchée, Mademba tombe, blessé à mort, sous les yeux d'Alfa, son ami d'enfance, son plus que frère. Alfa se retrouve seul dans la folie du grand massacre, sa raison s'enfuit.
Lui, le paysan d'Afrique, va distribuer la mort sur cette terre sans nom. Détaché de tout, y compris de lui-même, il répand sa propre violence, sème l'effroi. Au point d'effrayer ses camarades. Son évacuation à l'Arrière est le prélude à une remémoration de son passé en Afrique, tout un monde à la fois perdu et ressuscité dont la convocation fait figure d'ultime et splendide résistance à la première boucherie de l'ère moderne.

## Réception critique
RFI retient « une manière très directe et parfois […] un style naïf », « [un] roman incisif et décapant ». Le Monde salue un récit subversif doté d’ « indéniables qualités littéraires » et note l’adéquation du sujet avec le centenaire de l’armistice de la Première Guerre mondiale.

## Éditions
- Éditions du Seuil, coll. « Cadre rouge », 2018  (ISBN 978-2-02-139824-3)[7].
- À vue d'œil, coll. « 20 », 2018  (ISBN 979-10-269-0306-2)[8].
- Éditions Points, 2019  (ISBN 978-2-7578-7596-4)[9].

## Prix littéraires
- Globe de cristal du meilleur roman 2019[10]
- Prix Ahmadou-Kourouma 2019[11]
- Prix des lecteurs lycéens de l'Escale du livre 2019[12]
- Prix Goncourt des lycéens 2018[1]
- Prix Patrimoines 2018[13]
- Prix Strega Europeo 2019[14]
- Prix international Man-Booker 2021[3]